# 마크 고다드

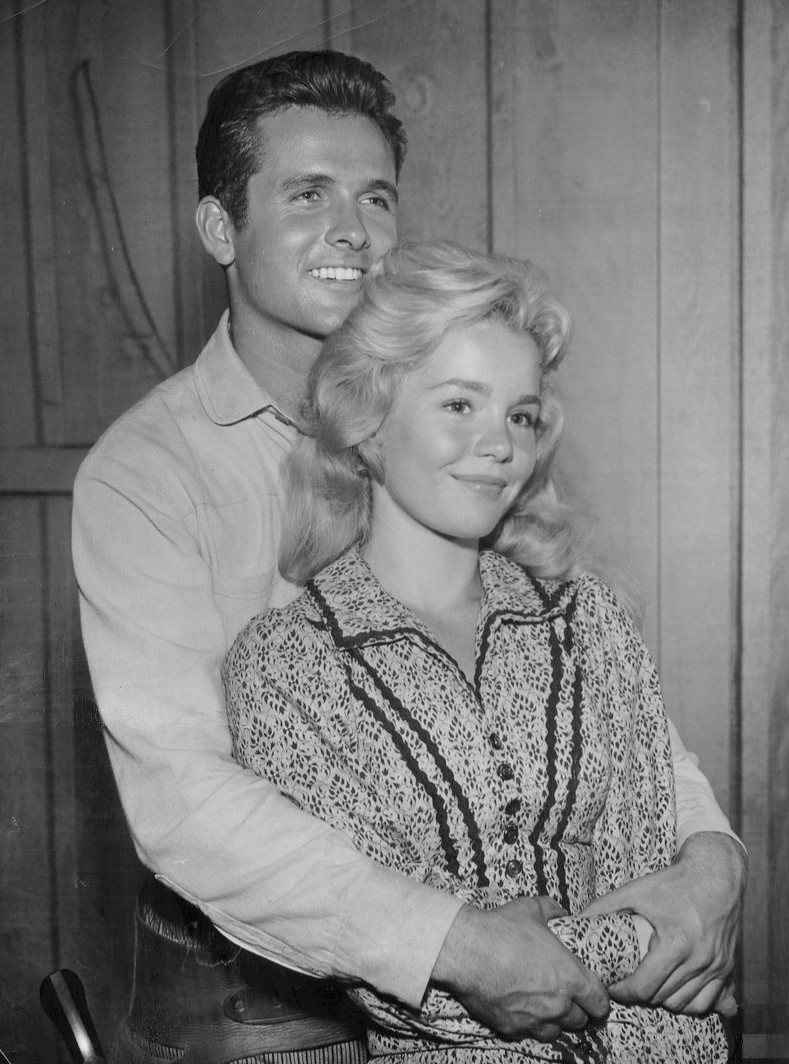

마크 고다드(Mark Goddard, 본명: Charles Harvey Goddard, 1936년 7월 24일~2023년 10월 10일)는 미국의 연극 배우, 영화배우, 텔레비전 배우이다.
로웰에서 태어났다. 매사추세츠주 힝햄에서 사망했다.

## 출연

### 방송
- 우주가족 로빈슨

### 영화
- 로스트 인 스페이스(1998년) - 장군 역
- 소녀는 울지 않는다(1992년)
- 낯선 침입자(1983년)
- 롤러 부기(1979년)
- 블루 선샤인(1978년)
- 명탐정 바나비 존즈(1973년)
- 원 라이프 투 리브(1968년)
- 우주가족 로빈슨(1965년)
- 페리 메이슨(1957년)